# Wilhelm Lothigius
Lars Wilhelm Samuel Lothigius, född den 8 maj 1836 i Jönköping, död den 21 april 1913 i Oscars församling, Stockholm, var en svensk landshövding, borgmästare och riksdagsman.
Lothigius tog studenten i Lund 1854, avlade hovrättsexamen 1857 och utnämndes 1870 till borgmästare i Karlshamn samt 1882 till häradshövding i Årstads, Faurås och Himle häraders domsaga. Vid 1884 års riksdag utsågs Lothigius till justitieombudsmannens suppleant. Efter Nils Frömans avsägelse från ämbetet i augusti samma år, efterträddes denne av Lothigius; ett uppdrag som han återvaldes för vid riksdagarna 1885–1886. I november 1886 utnämndes Lothigius till landshövding i Älvsborgs län och kvarstod i den befattningen till augusti 1905. Som riksdagsman representerade Lothigius i andra kammaren Karlshamns och Sölvesborgs valkrets 1873–1875 samt Vänersborgs och Åmåls valkrets 1897–1908, samt i första kammaren Blekinge läns valkrets 1878–1885 och Hallands läns valkrets 1886–1894. 
Lothigius var ledamot av lagutskottet 1880–1882, av statsutskottet 1883–1884 samt av  bevillningsutskottet majriksdagen 1897. Han var sedermera i flera år kanslideputerad och ledamot (ibland ordförande) i tillfälliga utskott samt var andra kammarens ålderspresident riksdagarna 1906–1908. Dessutom var han ledamot i kommittén för lagförslag om inteckning i järnväg och om järnvägsaktiebolags konkurs samt angående enskilda bankers konkurs (1878–1980), i skatteregleringskommittén (1879–1883), i Nya lagberedningen (1886), Förstärkta lagberedningen (1886–1887) samt kommittéerna angående tillgodogörande av vattenkraften vid Trollhättan (1890–1894) och angående trafiktaxan för Trollhätte kanal (1901). Lothigius är begravd på Norra begravningsplatsen utanför Stockholm.